# ألعاب الفيديو في أيرلندا
يعد تطوير ألعاب الفيديو في جمهورية أيرلندا صناعة نمو رئيسية حيث تحاول الحكومة الوطنية تشجيع الاستثمار من خلال الإعفاءات الضريبية. بدأت ألعاب الفيديو في السبعينيات.
كانت لعبة مان هانت 2 أول لعبة فيديو تم حظرها في أيرلندا عام 2007, رفعها لاحقاً. بعد إلغاء الحظر, حصلت اللعبة على تصنيف PEGI «مناسب للأعمار من 18 عاماً فما فوق», وهو تصنيف استشاري فقط وغير قابل للتنفيذ قانونياً.
مهرجان ألعاب الفيديو شيء مهم في أيرلندا. تم تحقيق 205 مليون جنيه إسترليني من الإيرادات في أيرلندا في عام 2015.